# Lubin (Gryfice)
Lubin (deutsch Lebbin) ist eine Siedlung im Powiat Gryficki der polnischen Woiwodschaft Westpommern und bildet eine Ortschaft innerhalb der Gmina Gryfice (deutsch Greifenberg in Pommern).

## Geographische Lage
Die Siedlung liegt in Hinterpommern, etwa 6 Kilometer südöstlich von Gryfice (Greifenberg) und 92 Kilometer nordöstlich der regionalen Metropole Stettin unmittelbar westlich der Rega bzw. Talsperre Lebbin (heute Jezioro Rejowickie).

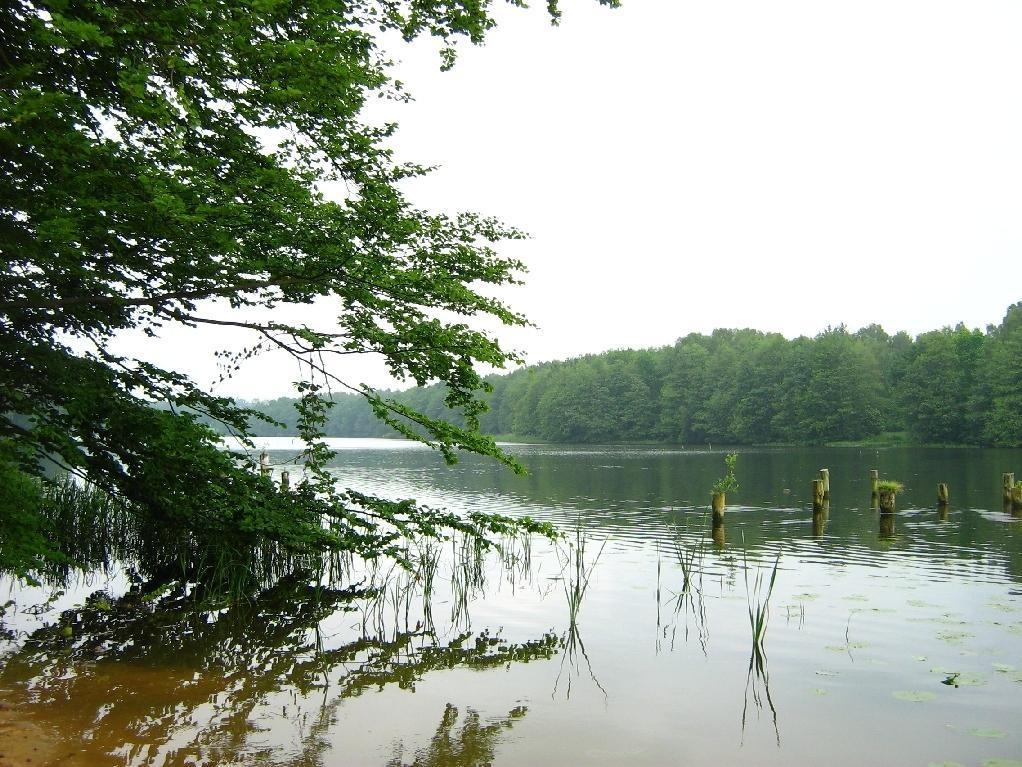
Im Bild der Rejowickie-Stausee (Talsperre Lebbin).

## Ortsname
Die Ortsbezeichnung geht vermutlich auf das wendische „ljub“ = „lieblich“ bzw. das polnische „luby“ = „lieb“ zurück.

## Geschichte
Lebbin (auch Lubbin oder Kirchen-Lebbin genannt) mit Burgwall war gemeinsam mit Kirchen-Batzwitz bzw. Batzwitz ursprünglich ein Land- und Kirchenforstgut der St.-Marien-Kirche zu Greifenberg. Ihre Geschichte war zunächst unmittelbar miteinander verbunden. Beide Orte bildeten ein eigenständiges Dorf adligen Ursprungs (Adlig-Batzwitz). 
Durch den umtriebigen Handel in der Stadt Greifenberg, war das Gebiet um Lebbin, das zu dieser Zeit vermutlich zu Batzwitz gehörte, im 14. Jahrhundert ertragreiches Gebiet für Räubereien der ansässigen Ritterschaft. Um die Räubereien zu unterbinden, trat der Ritter Sifridus Lode zu Batzwitz nach einem Vergleich mit dem Stadtrat von Greifenberg ein Gebiet von einem halben Morgen beidseitig des Weges von Plathe nach Greifenberg an die Stadt ab (1316). Ein Teil daraus (östlich des Weges) ist später vermutlich Teil eines 'städtischen' Lebbin geworden. Im Laufe des 14. Jahrhunderts zog sich die Familie Lode aus dem westlichen Regagebiet zurück. Ausgangs des 14. bzw. zu Beginn des 15. Jahrhunderts war der Besitz Batzwitz bereits geteilt, da erwarb die St.-Marien-Kirche zu Greifenberg Anteile als Pfand. 1410 haben W. und H. von Manteuffel ihren Anteil an Batzwitz von drei Höfen (mit den Bauern Hinze Borchard, Claves Schinkel, Lydeke Zitzemer) für 310 Mark an die St.-Marien-Kirche zu Greifenberg verpfändet. Der Überlieferung nach, haben der Kirchen-Lebbin mit Burg einem Herrn von Lebbin gehört, welcher nach einem wild verbrachten Leben sein Gut der Kirche vermacht hatte. Diese Überlieferung deckt sich mit Wilke und dessen Sohn Heinrich von Manteuffel. Wilke, ursprünglich Ritter und Söldner der Kreuzritter (1401–1410), veräußerte bereits ab 1409 Anteile seiner Besitztümer. Anzunehmen ist daher, dass es sich bei diesen Höfen um den Anteil 'Lebbin' handelte. Diese Höfe wurden nicht mehr eingelöst, sondern gemäß Urkunde des Bogislaw IX. aus dem Jahre 1437, die Manteuffel'schen Anteile an die Kirche und den Rat der Stadt Greifenberg verkauft bzw. belehnt. 
1442 wird das Dorf, das eine Ausdehnung von 18 Hufen umfasste, in Urkunden eigenständig als Lubbyn erwähnt. Daran hielt die Greifenberger Marien-Kirche drei Hufen Anteile. Weitere Anteile hielten die Pfarre, das Kapellanat (Einkünfte) sowie als Stiftungen die Vicarien St. Martin, St. Katharina, St. Bartholomäus und St. Johannes.
Mit Beginn der Reformation war der kirchliche Besitz an Greifenberger Bürger verpachtet, die diesen jedoch derartig vernachlässigten, so dass Lebbin 1537 als eine Wüste Feldmark oder Lebbiner-Feldmark bezeichnet wurde. Die Kirche gab ihren Besitz jedoch nicht auf, und in Folge der pachtlosen Zeit im Dreißigjährigen Krieg, genehmigte 1641 die Stadt Greifenberg die befristete Errichtung eines Vorwerks auf der wüsten Feldmark, ohne jedoch selbst den Ort zu besitzen. Die Stadt behielt sich lediglich die Gerichtsbarkeit sowie ein Teil der Einkünfte aus Lebbin vor. Die ausgedehnten Wälder um Lebbin (der Lebbin) wurden weiterhin ausschließlich von der Kirche bewirtschaftet.

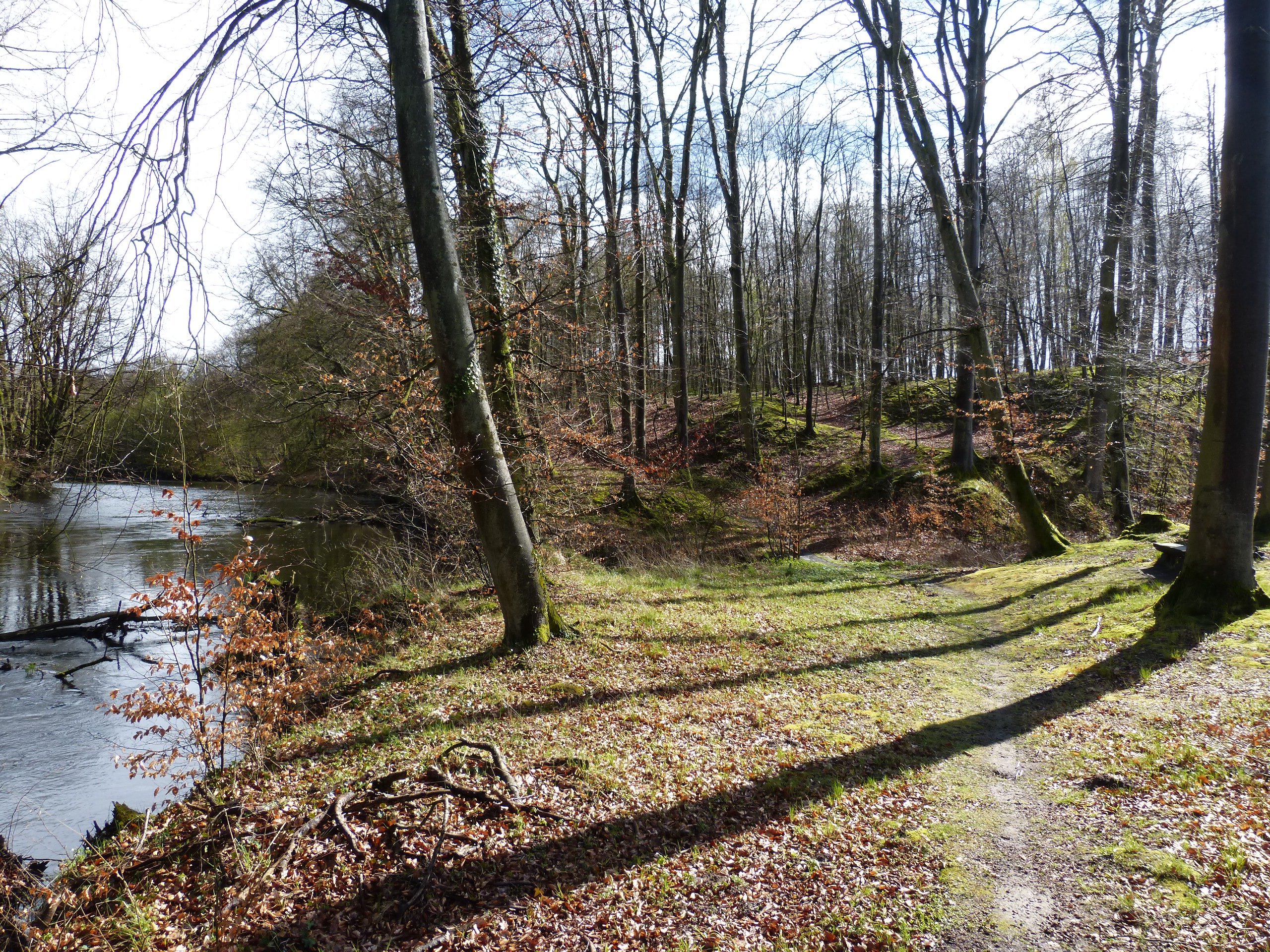
Schlossberg an der Rega, links der Fluss, auf der rechten Seite erhebt sich der Schlossberg.

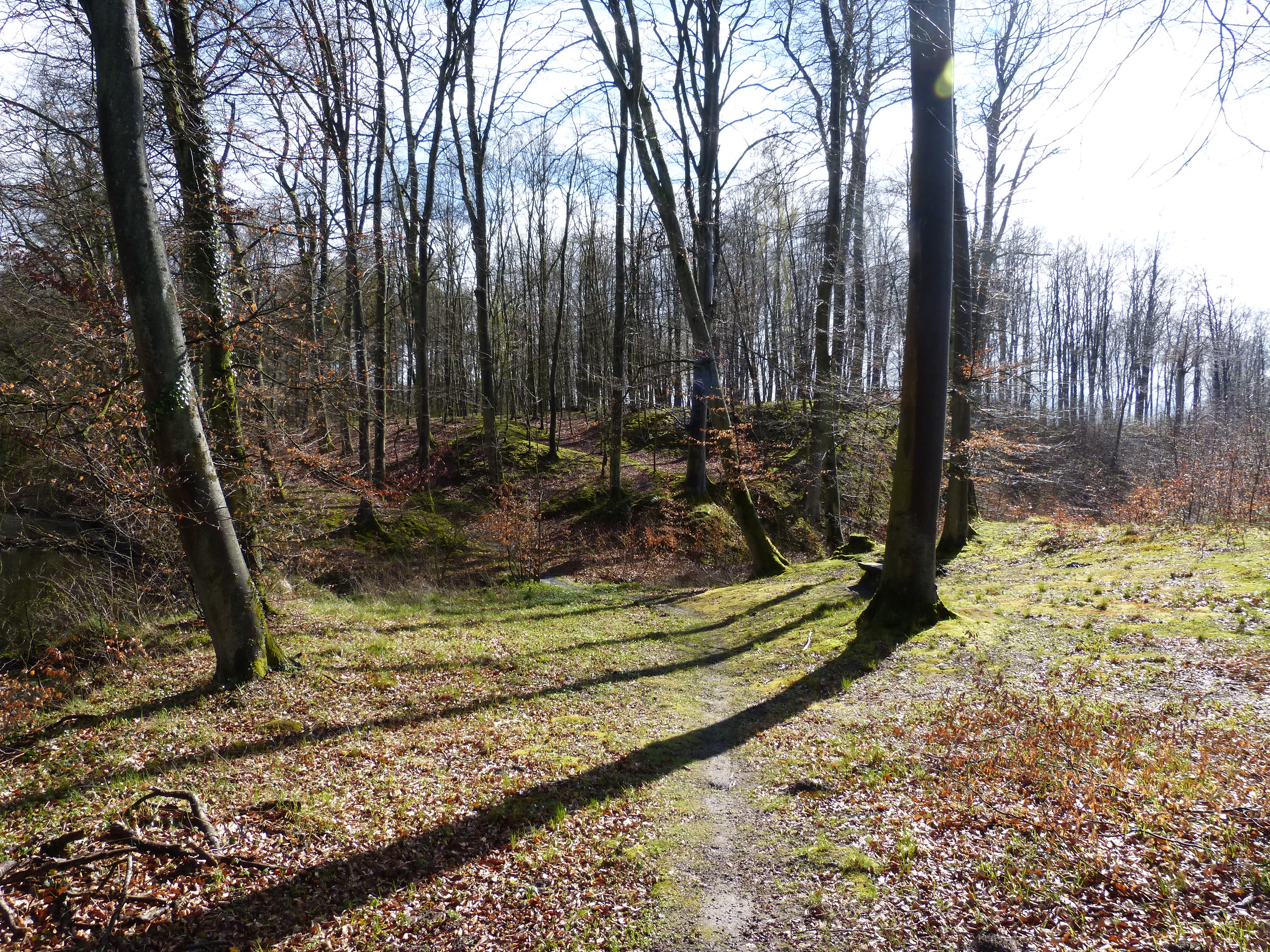
Ansicht Schlossberg (Nordwest).

Gegen Ende des 18. Jahrhunderts umfasste Lebbin, zu der Zeit auch der Lebbin genannt, neben den drei Feuerstellen einen Holzvoigt (Försterhaus) und war zu Batzwitz eingepfarrt. Ab 1808 verpachtete die Kirche das Vorwerk für eine jährliche Erbpacht in Abfolge an verschiedene Gutsbetreiber. Seit 1850 wurde Lebbin mit der Stadt Greifenberg vereinigt und bildete bis 1858 einen eigenen Gutsbezirk, der kurz darauf wieder eigenständiges Kirchengut wurde. In Lebbin lebten zu dieser Zeit etwa 80 Einwohner. 1937 war Lebbin als Landgemeinde von Batzwitz Teil des Regierungsbezirk Stettin. Letzter Gutsbesitzer war bis zum Zweiten Weltkrieg die Familie Rackow.

### Burgwall
Die Bezeichnung Burgwall, nach anderen Quellen auch Königstuhl oder Schlosswall, geht aus Kirchenmatrikeln von 1594 hervor. Der Ort liegt unmittelbar an der ehemaligen Greifenberger Feldmark, wo die Hechtbeke (auch Hechtfließ) in die Rega fließt. Der Wall, ursprünglich wendischen Ursprungs, soll im Mittelalter Standort einer Burg gewesen sein.

### Erzählungen und Sagen
Der Überlieferungen zufolge hatte sich in Lebbin am Königstuhl später ein räuberischer Ritter eine Burg erbaut, von wo aus er mehrfach den Greifenberger Handelsverkehr überfiel, bis die Bürger der Stadt Greifenberg die Raubburg eroberte und vollständig zerstörte. Die Zerstörung sei so gründlich gewesen, dass nicht einmal vom Fundament eine Spur übrig geblieben ist. Noch heute ist deutlich in seiner ganzen Ausdehnung der alte Burgwall mit dem Graben erkennbar. Der Burgwall war bis 1945 als Kulturdenkmal klassifiziert und Teil des sogenannten Schlossberges oder Schlosswaldes.
Nach einer Sage 

„[...] schreitet ein riesenhaftes Burgfräulein noch jetzt mit dem Schlüsselbunde klirrend bei nächtlicher Zeit über den Wall, oder fährt in einem Wagen durch den Wald, und bei den Jägern ist die Stelle verrufen, weil sie dort durch täuschende Erscheinungen geäfft werden. Eine verrostete hier ausgegrabene Degenspitze wird im Försterhause von Lebbin aufbewahrt.“

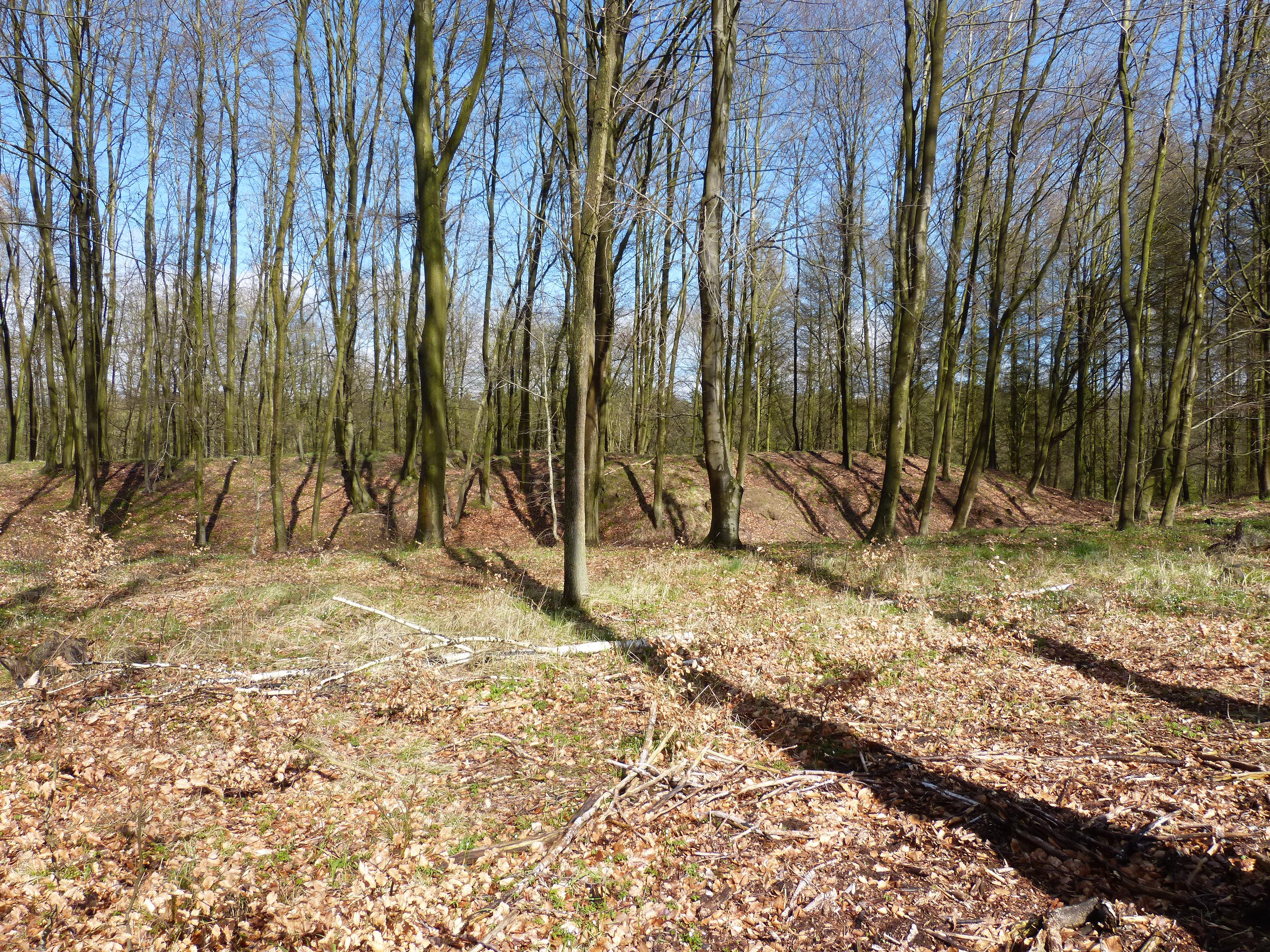
Gesamtansicht Burgwall von Süden.
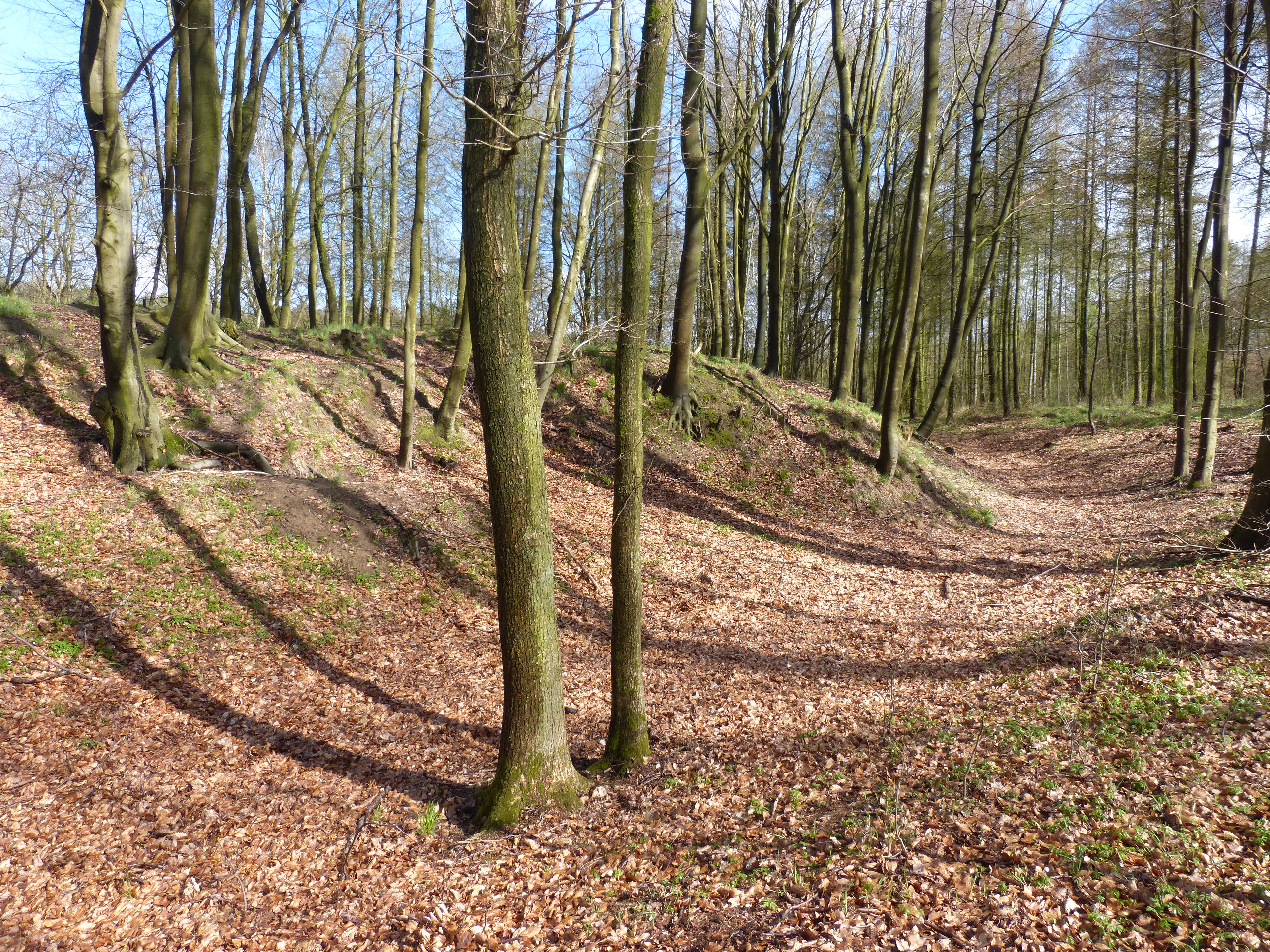
Links der Burgwall, rechts im Bild der Graben.